# Liste der Bodendenkmäler in Tuntenhausen
Auf dieser Seite sind die Bodendenkmäler in der oberbayerischen Gemeinde Tuntenhausen zusammengestellt. Diese Tabelle ist eine Teilliste der Liste der Bodendenkmäler in Bayern. Grundlage ist die Bayerische Denkmalliste, die auf Basis des Bayerischen Denkmalschutzgesetzes vom 1. Oktober 1973 erstmals erstellt wurde und seither durch das Bayerische Landesamt für Denkmalpflege geführt wird. Die folgenden Angaben ersetzen nicht die rechtsverbindliche Auskunft der Denkmalschutzbehörde.

## Bodendenkmäler der Gemeinde Tuntenhausen

### Bodendenkmäler in der Gemarkung Beyharting
| Lage                  | Objekt | Akten-Nr.     | Bild |
| --------------------- | --- | ------------- | ---- |
| Beyharting (Standort) | Untertägige mittelalterliche und frühneuzeitliche Befunde im Bereich des ehemaligen Augustiner-Chorherrenstifts Beyharting mit der Katholischen Pfarrkirche St. Johann Baptist und ihren Vorgängerbauten. | D-1-8037-0066 |      |
| Beyharting (Standort) | Untertägige spätmittelalterliche und frühneuzeitliche Befunde und Funde im Bereich der Katholischen Nebenkirche St. Dionysius in Innerthann.                                                              | D-1-8037-0106 |      |
| Beyharting (Standort) | Untertägige mittelalterliche und frühneuzeitliche Befunde im Bereich von Schloss Maxlrain und seiner Vorgängerbauten mit zugehörigem Wirtschaftshof.                                                      | D-1-8037-0111 |      |
| Beyharting (Standort) | Untertägige mittelalterliche und frühneuzeitliche Befunde im Bereich der Katholischen Filialkirche St. Jakobus in Jakobsberg und ihrer Vorgängerbauten.                                                   | D-1-8038-0089 |      |

### Bodendenkmäler in der Gemarkung Hohenthann
| Lage                  | Objekt | Akten-Nr.     | Bild |
| --------------------- | --- | ------------- | ---- |
| Hohenthann (Standort) | Untertägige mittelalterliche und frühneuzeitliche Befunde und Funde im Bereich der Katholischen Filialkirche St. Georgin Thal mit zugehörigem Friedhof.                                         | D-1-8037-0060 |      |
| Hohenthann (Standort) | Steinplattengräber des frühen Mittelalters. | D-1-8037-0065 |      |
| Hohenthann (Standort) | Untertägige spätmittelalterliche und frühneuzeitliche Befunde im Bereich der Katholischen Filialkirche St. Ulrich in Biberg.                                                                    | D-1-8037-0098 |      |
| Hohenthann (Standort) | Burgstall des späten Mittelalters und der frühen Neuzeit (Sitz Biberg). | D-1-8037-0099 |      |
| Hohenthann (Standort) | Untertägige mittelalterliche und frühneuzeitliche Befunde und Funde im Bereich der Katholischen Filialkirche St. Johannes Ev. in Hohenthann und ihrer Vorgängerbauten mit zugehörigem Friedhof. | D-1-8037-0103 |      |
| Hohenthann (Standort) | Untertägige mittelalterliche und frühneuzeitliche Befunde im Bereich der Katholischen Kapelle St. Calixtus in Mailling und ihres Vorgängerbaus.                                                 | D-1-8037-0108 |      |
| Hohenthann (Standort) | Untertägige mittelalterliche und frühneuzeitliche Befunde und Funde im Bereich der Katholischen Filialkirche St. Margaretha in Sindlhausen und ihres Vorgängerbaus.                             | D-1-8037-0113 |      |
| Hohenthann (Standort) | Untertägige mittelalterliche und frühneuzeitliche Befunde im Bereich der Katholischen Pfarrkirche Mariä Himmelfahrt in Schönau und ihrer Vorgängerbauten.                                       | D-1-8037-0115 |      |

### Bodendenkmäler in der Gemarkung Lampferding
| Lage                   | Objekt | Akten-Nr.     | Bild |
| ---------------------- | --- | ------------- | ---- |
| Lampferding (Standort) | Viereckschanze der späten Latènezeit. | D-1-8038-0034 |      |
| Lampferding (Standort) | Untertägige mittelalterliche und frühneuzeitliche Befunde und Funde im Bereich der Katholischen Filialkirche St. Nikolaus in Dettendorf und ihrer Vorgängerbauten mit zugehörigem Friedhof.     | D-1-8038-0083 |      |
| Lampferding (Standort) | Untertägige mittelalterliche und frühneuzeitliche Befunde und Funde im Bereich der Katholischen Filialkirche Mariä Himmelfahrt in Lampferding und ihres Vorgängerbaus mit zugehörigem Friedhof. | D-1-8038-0091 |      |

### Bodendenkmäler in der Gemarkung Tuntenhausen
| Lage                    | Objekt | Akten-Nr.     | Bild |
| ----------------------- | --- | ------------- | ---- |
| Tuntenhausen (Standort) | Körpergräber vor- und frühgeschichtlicher Zeitstellung. | D-1-8038-0012 |      |
| Tuntenhausen (Standort) | Untertägige mittelalterliche und frühneuzeitliche Befunde im Bereich von Schloss Oberrain und seinen Vorgängerbauten.                                                                                             | D-1-8038-0094 |      |
| Tuntenhausen (Standort) | Untertägige mittelalterliche und frühneuzeitliche Befunde und Funde im Bereich der Katholischen Pfarrkirche St. Stephanus und Laurentius in Ostermünchen und ihrer Vorgängerbauten mit zugehörigem Friedhof.      | D-1-8038-0096 |      |
| Tuntenhausen (Standort) | Untertägige mittelalterliche und frühneuzeitliche Befunde und Funde im Bereich der Katholischen Pfarr- und Wallfahrtskirche Mariä Himmelfahrt in Tuntenhausen und ihrer Vorgängerbauten mit zugehörigem Friedhof. | D-1-8038-0099 |      |